# Fiat 126
Der Fiat 126 war ein Kleinstwagen des Kraftfahrzeugherstellers Fiat, der von 1972 bis 2000 gebaut wurde. Der überwiegende Teil der Fahrzeuge wurde in Polen produziert. Als Polski Fiat 126p entwickelte er sich zum Volkswagen der Nation. Ab 1980 kamen auch alle auf westlichen Märkten angebotenen Fiat 126 aus Polen.

## Hintergrund und Produktion in Polen

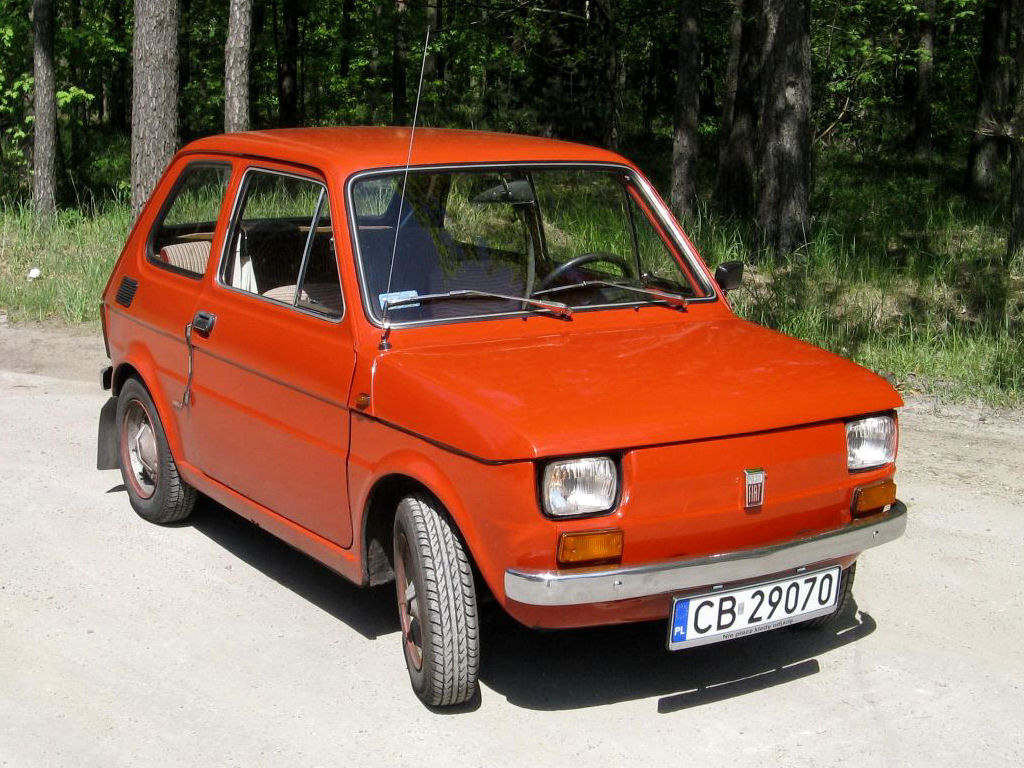
Polski Fiat 126p

Der Typ 126 war der Nachfolger des Fiat Nuova 500, auf dem er technisch basierte. Bereits die Entwicklung verlief in Kooperation mit der Volksrepublik Polen, die über das Verhältnis eines gewöhnlichen Lizenzvertrags hinausging. Italienische und polnische Designer und Konstrukteure gestalteten die Form des Fiat 126 gemeinsam. Hintergrund war eine schon zu Vorkriegszeiten aufgebaute Kooperation Polens mit Fiat, die im Jahr 1965 wieder aufgenommen und intensiviert wurde. Der relativ starke Einfluss der Kommunistischen Partei Italiens ermöglichte in dem Zusammenhang die Überwindung von ideologischen Hemmnissen, in der Sowjetunion wurde im Zuge der Zusammenarbeit mit Fiat sogar eine Stadt nach Palmiro Togliatti benannt.
In Serie ging der Fiat 126 im Sommer 1972 in Italien. Der polnische Automobilhersteller FSM bereitete parallel eine Lizenzproduktion vor. 1973 wurde der Polski Fiat 126p auf einer Messe in Poznań präsentiert und noch in selbem Jahr die Serienproduktion in Polen aufgenommen. Der Produktionsstandort lag in Bielsko-Biała und ab 1980 zusätzlich in Tychy. Die Stückzahlen erhöhten sich kontinuierlich von 3000 (1973) und 10 000 (1974) auf 35 000 (1975), 160 000 (1977) und 183 000 (1978). 1980 sollten es dann 205.000 Stück werden. Hinzu kamen 800 000 Hecktriebsätze, die im Zeitraum 1974–1980 an Fiat nach Italien zu liefern waren, um die Lizenzkosten zu begleichen. Parallel lief in Bielsko-Biała noch bis 1983 der Syrena vom Band.
In Polen wurde der 126p oft Maluch (polnisch „Kleiner“) genannt und erreichte einen vergleichbaren Stellenwert und Verbreitungsgrad wie der VW Käfer in der BRD, der Trabant in der DDR oder der Citroën 2CV in Frankreich.
Ab 1974 lieferte Polen Antriebsaggregate an Fiat, und ab 1976 wurden auch komplette Fahrzeuge in das Verkaufsnetz von Fiat eingespeist. Auf diese Weise tilgte FSM Kredite, die von Fiat für den Bau und Ausrüstung des Werkes gewährt worden waren. 1980 endete die Produktion des Fiat 126 in Italien, in Polen wurde sie hingegen fortgesetzt. 1992 wurde FSM von Fiat übernommen, sodass es sich fortan um keinen Lizenzbau mehr handelte. Ab 1991 wurde in Tychy der Nachfolger Fiat Cinquecento gebaut. Die Produktion des 126 in Polen wurde jedoch fortgesetzt, sie endete erst im Jahr 2000.

## Technische Beschreibung
Als Nachfolger des Fiat Nuova 500 hatte der Fiat 126 den luftgekühlten Zweizylinder-Viertaktmotor mit OHV-Ventilsteuerung und 594,5 cm³ Hubraum des Fiat 500 R. Am Motor und dessen raumökonomisch unvorteilhafter Heckanordnung änderte sich nichts. Er war längs eingebaut und leistete 17 kW (23 PS) bei 4800/min. Er wurde auch in der sportlichen Version 595 Abarth verwendet. Der Motor wies relativ große Schwungmassen auf, was zwar vorteilhaft beim Gangwechsel war, jedoch eine träge Gasannahme bewirkte. Der durchschnittliche Kraftstoffverbrauch wurde 1974 in einem Test mit 6,1 l/100 km ermittelt. Beim Viergang-Getriebe waren die oberen drei Gänge synchronisiert. Der erste Gang hingegen konnte nach wie vor nicht synchronisiert werden, weil das unverändert übernommene Getriebegehäuse des Fiat 500 dies baulich nicht zuließ.
Das Fahrwerk mit Doppelquerlenkern vorn (als unterer Querlenker und Stabilisator diente die Querblattfeder) und Schräglenkern mit Schraubenfedern hinten wurde aus dem 500 – mit geänderten Anlenkpunkten der hinteren Schräglenker – übernommen. Die Radgröße war 12 Zoll. Neu waren die zwei Hydraurikkreise der hydraulisch betätigten Trommelbremsen. Die Schneckenlenkung wirkte über eine dreigeteilte Spurstange auf die Vorderräder.

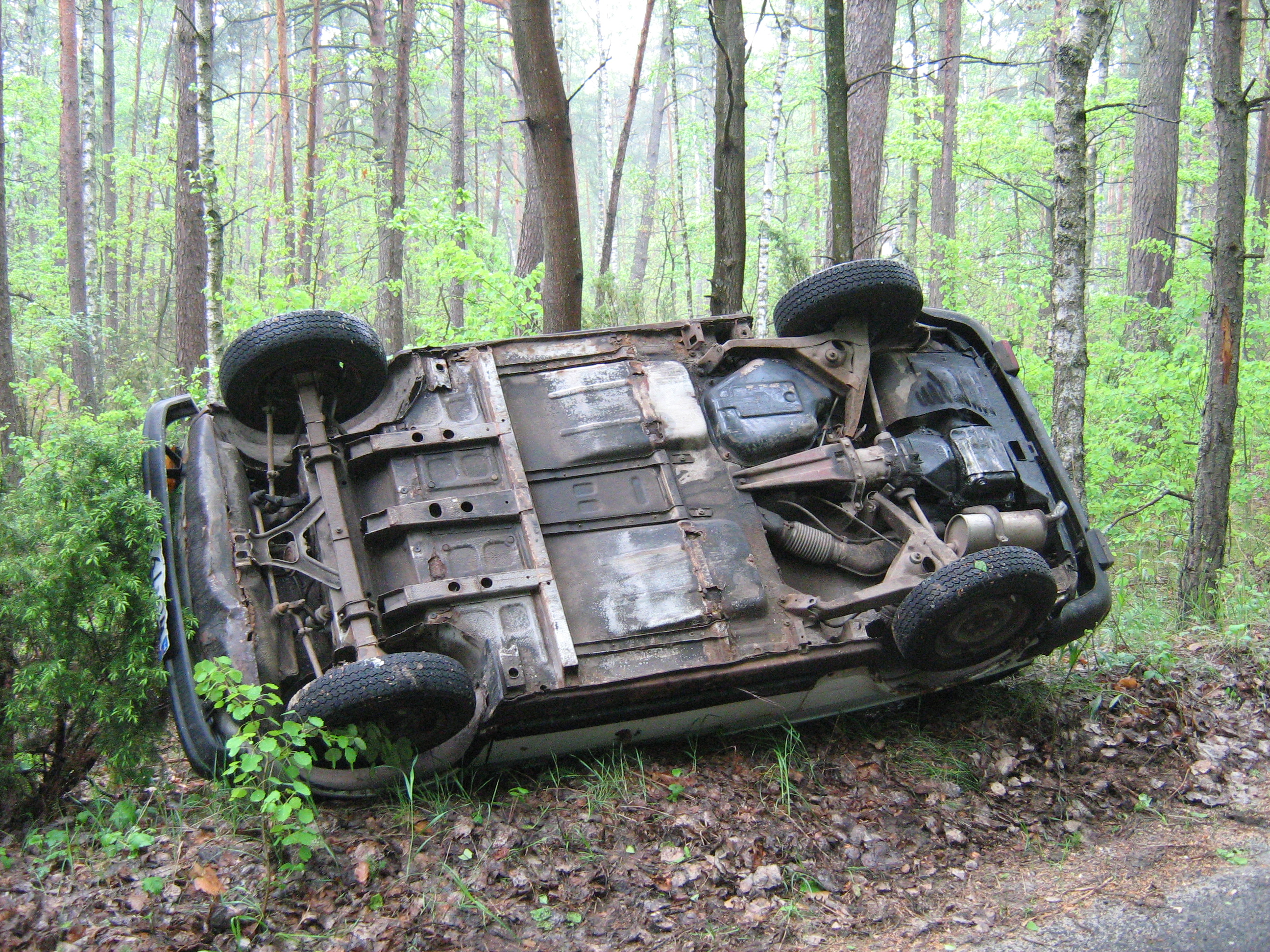
Fiat 126 von unten, unter anderem zu erkennen: die Querblattfeder, die drei Träger unter dem Fußraum vorne und der aufprallgeschützt links vor der Hinterachse untergebrachte Tank

Die Karosserie war ein Entwurf des Fiat-Designers Sergio Sartorelli. Stilistisch knüpfte Sartorelli an das Konzeptfahrzeug Fiat City Taxi des 1969 verstorbenen Designers Pio Manzù an.
Die Karosserie war – im Vergleich zum 500 – verlängert und verstärkt worden, um die passive Sicherheit zu erhöhen. Der Radstand blieb unverändert, sodass im Innenraum nicht mehr Platz war als im 500. Nur vorn konnten Erwachsene ausreichend bequem sitzen. Der  Kofferraum fasste mit 100 Liter etwas mehr als der des Fiat 500, weil der Tank aus der vorderen  Knautschzone etwas geschützter unter die Rücksitzbank verlegt worden war. Allerdings erzwang das eine härtere Hinterradfederung.

## Modellpflege der Fahrzeuge in Polen
Im Juni 1977 kam ein Motor mit 77 statt 73,5 mm Bohrung hinzu, woraus sich 652-cm³ Hubraum ergaben. Dieser leistete je nach Ausführung bis zu 20 kW (27 PS) bei 4800/min. Die Übersetzung wurde für diese Ausführung des 126p verändert, sodass im Fahrbetrieb niedrigere Drehzahlen möglich waren. Verbessert wurden an dieser Ausführung auch die Lichtmaschine und Bremsanlage. Fortan wurde der 126p für den Inlandsbedarf in vier Ausstattungsvarianten angeboten: Standard, Spezial, Luxus und Komfort, wobei nur die Standardausführung noch mit dem kleineren 0,6-l-Motor lieferbar war. Der Spezial (S) hatte im Unterschied zur Standardausführung unter anderem eine aufgewertete Sitzpolsterung, Lehnenverstellung und Heckscheibenheizung. Die Luxus (L)-Ausführung hatte darüber hinaus unter anderem Ausstellfenster hinten, Unterbodenschutz und nochmals komfortablere Polster. Die Ausführung Komfort (K) war an Kunststoff-Stoßstangen und seitlichen Rammleisten zu erkennen und wies weitere Komfortmerkmale der Innenausstattung auf. Diese Ausführung entsprach weitgehend der italienischen Variante „Personal 4“ beziehungsweise der aus Polen in die BRD exportierten Variante. Ende der 1970er Jahre wurde der 126p auch in einer Variante als Versehrtenfahrzeug präsentiert, die komplett per Hand bedient werden konnte.

## Varianten und Verbreitung in der Bundesrepublik Deutschland
In der BRD gab es den Fiat 126 ab 1977 für etwa 500 DM mehr in der Ausstattungslinie „Bambino“ (ital. Kind), vorher als „L“ bezeichnet, mit u. a. kunststoffummantelten Stoßfängern, Rammschutzleisten, heizbarer Heckscheibe, Ablagen und Teppich. Der Name „Bambino“ wurde im Rahmen eines Wettbewerbs von Fiat Deutschland ausgewählt. Ab diesem Modell, das in Italien als „Personal 4“ verkauft wurde, unterscheidet sich die Fahrzeuge für den deutschen Markt, von denen für andere Märkte, vor allem durch den Motor vom Typ 126 A1.048 anstelle des Motortyps 126 A1.000. Der Zylinderkopf des Motors für den deutschen Markt ist eckig statt rund. Die Zündkerzen sind bei diesem Motor in Hülsen und nicht direkt in den Zylinderkopf eingeschraubt. Die Hülsen sollten verhindern, dass bei undichter Zündkerze giftige Abgase mit der Heizungsluft in den Innenraum gelangen. Die Standardversion behielt bis zum Facelift im Frühjahr 1984 die Metallstoßfänger, nicht aber in Deutschland, wo ab Modelljahr 1980 nur noch die Bambino-Ausstattung erhältlich war.
Der Fiat 126 wurde 1981–83 auch als Sondermodelle „red“ und „brown“ angeboten, bei denen es für etwa 1200 DM Aufpreis getönte Scheiben und integrierte Rückfahrleuchten gab. Die vorigen Sondermodelle „Black“ und insbesondere „Silver“ sind noch seltener. Einige dieser Sondermodelle hatten graue statt schwarzer Stoßleisten und -stangen. Rückfahrleuchten wurden bei den Serienfahrzeugen erst mit dem Facelift im Jahre 1984 eingeführt, hier sitzt in der hinteren Stoßstange rechts eine Rückfahr- und links eine Nebelschlussleuchte.
Unter der Bezeichnung „Figo“ („Fiat/Goggo“) wurden umgerüstete Fiat 126 angeboten, die von Steinwinter in Stuttgart mit Motoren aus dem Goggomobil ausgestattet wurden (10 kW/13,6 PS, 250 cm³, luftgekühlter 2-Zylinder-Zweitaktmotor). Dieses Angebot richtete sich in der BRD an Inhaber des alten Führerscheins der Klasse IV, die Fahrzeuge bis 250 cm³ fahren durften. Sie erhielten so die Möglichkeit, einen moderneren Kleinwagen zu fahren.
Ab Sommer 1987 gab es den Fiat 126 BIS mit wassergekühltem Motor, der wie beim Fiat 500 Giardiniera liegend eingebaut war. Durch den liegenden Einbau konnte ein zusätzlicher Heckkofferraum über dem Motor geschaffen werden. Diesen Motor mit 19 kW (26 PS) bei 4500/min und 704 cm³ Hubraum (Bohrung 80 mm, Hub 70 mm) gab es aber nur bis Ende 1991, da sich der Fiat 126 BIS wegen der ungünstigen Abgaswerte schlecht verkaufen ließ. Der wassergekühlte Motor stellte sich außerdem als nicht sehr standfest heraus, er neigte zur Überhitzung mit der Folge defekter Zylinderkopfdichtungen. Die Wartung des Motors gestaltete sich durch die Einbaulage und den engen Motorraum schwierig; die Herstellung war durch die größere Zahl von Teilen außerdem komplizierter. Schließlich wurde die Produktion des Fiat 126 BIS zum Jahresende 1991 eingestellt.
Des Weiteren wurde eine Cabriolet-Variante gebaut und von der POP-AUTOMOBILE GmbH in Mannheim unter den Bezeichnungen Pop 650 und Pop 2000 vertrieben. POP lieferte auch ein Modell mit Elektroantrieb (POP-Elektro). Umrüstungen auf Elektroantrieb wurden unter anderem von Auto-Sol mit Brusa-Antriebstechnik vorgenommen.
Ende 1991 wurde mit der Produktion des Nachfolgers Fiat Cinquecento begonnen, der den 126 eigentlich ablösen sollte. Dessen Produktion wurde aber erst am 22. September 2000 eingestellt. Im Jahr 1994 gab es ein Facelift, es nannte sich „Fiat 126 elx“; außer veränderten Stoßstangen und Türen bekam er ab Werk einen G-Kat. Dieser reichte für die Einstufung nach Euro-1-Norm, was zu Problemen führen kann, wenn man ein neueres Modell ca. ab Baujahr 1992 in Deutschland zulassen möchte. Da die in Polen gebauten neueren Modelle die in Deutschland gültigen Richtlinien zum Teil nicht erreichen, ist es möglich, dass ein solches Fahrzeug in Deutschland nicht zugelassen werden kann.
In der DDR wurde der Fiat 126 nicht angeboten, auch nicht als Polski Fiat 126p. Dies war durchaus überraschend, bestand in der DDR doch ein starker Mangel an Kleinwagen-Baumustern, und der wesentlich größere 125p wurde bereits importiert. Die DDR-Fachpresse hatte noch 1974 fest damit gerechnet, dass der 126p auch bald zum Importprogramm der DDR zählen würde. Deshalb wurde auch schon ein Fahrbericht veröffentlicht, was üblicherweise nur von in der DDR erhältlichen Pkw getan wurde.

## Galerie

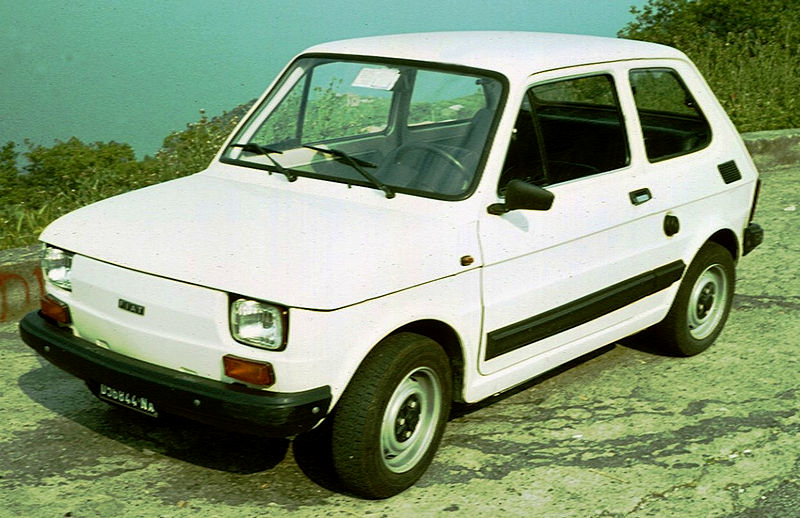
Fiat 126 (1977–1984)
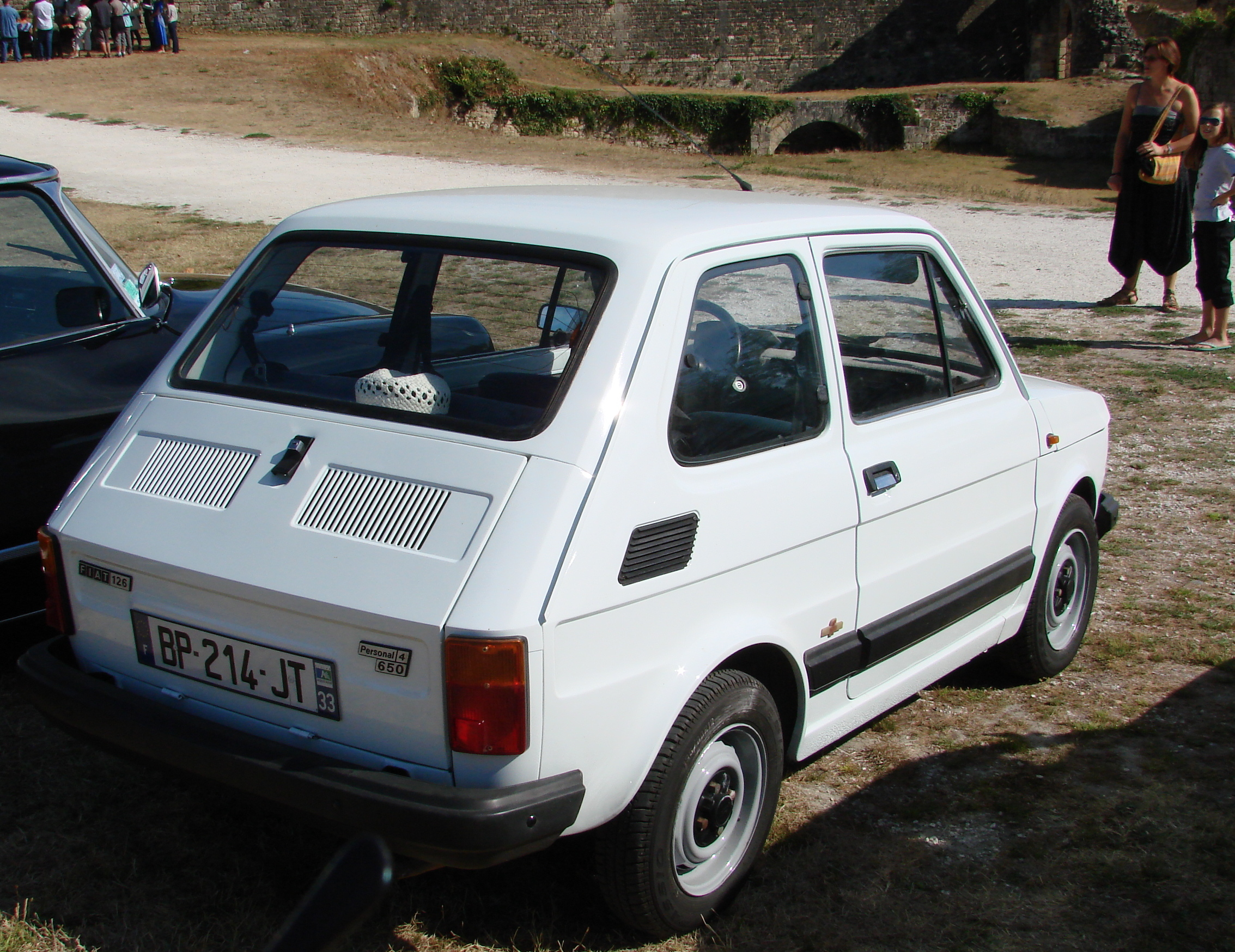
Heckansicht
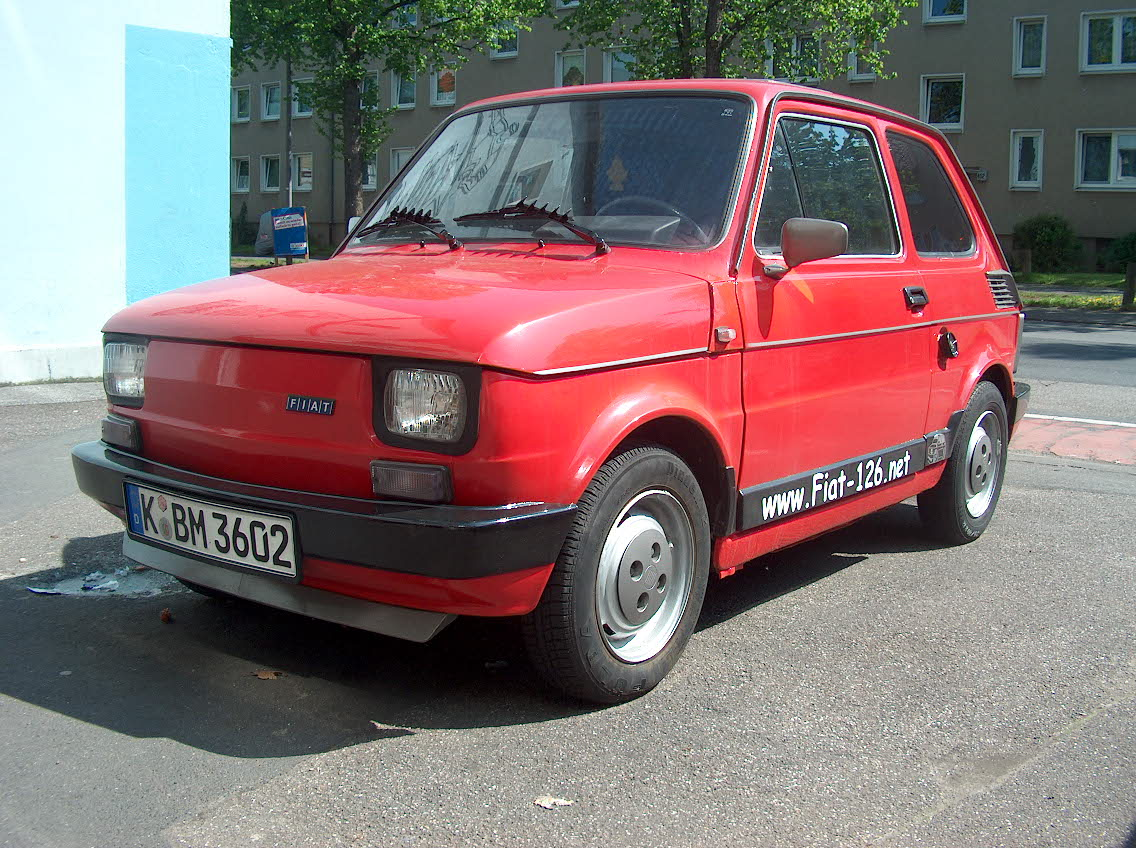
Fiat 126p (1984–1991)
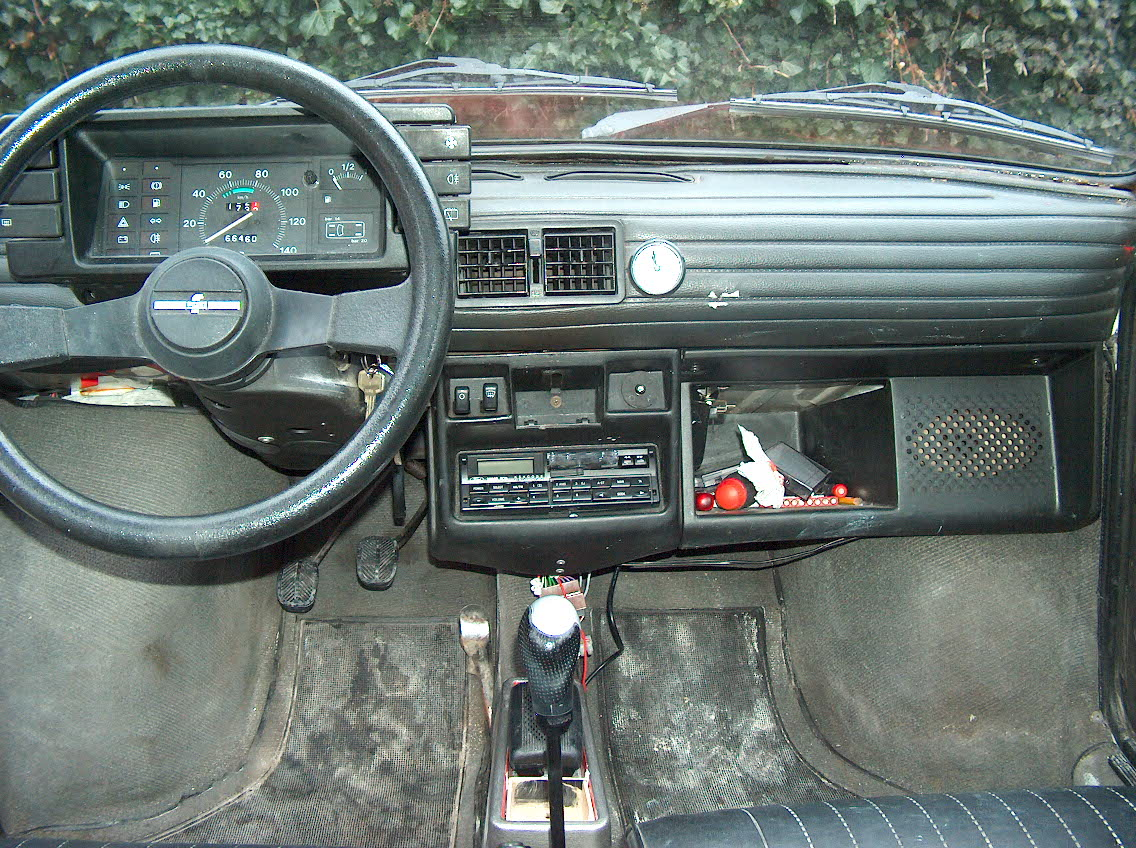
Innenansicht des 126p
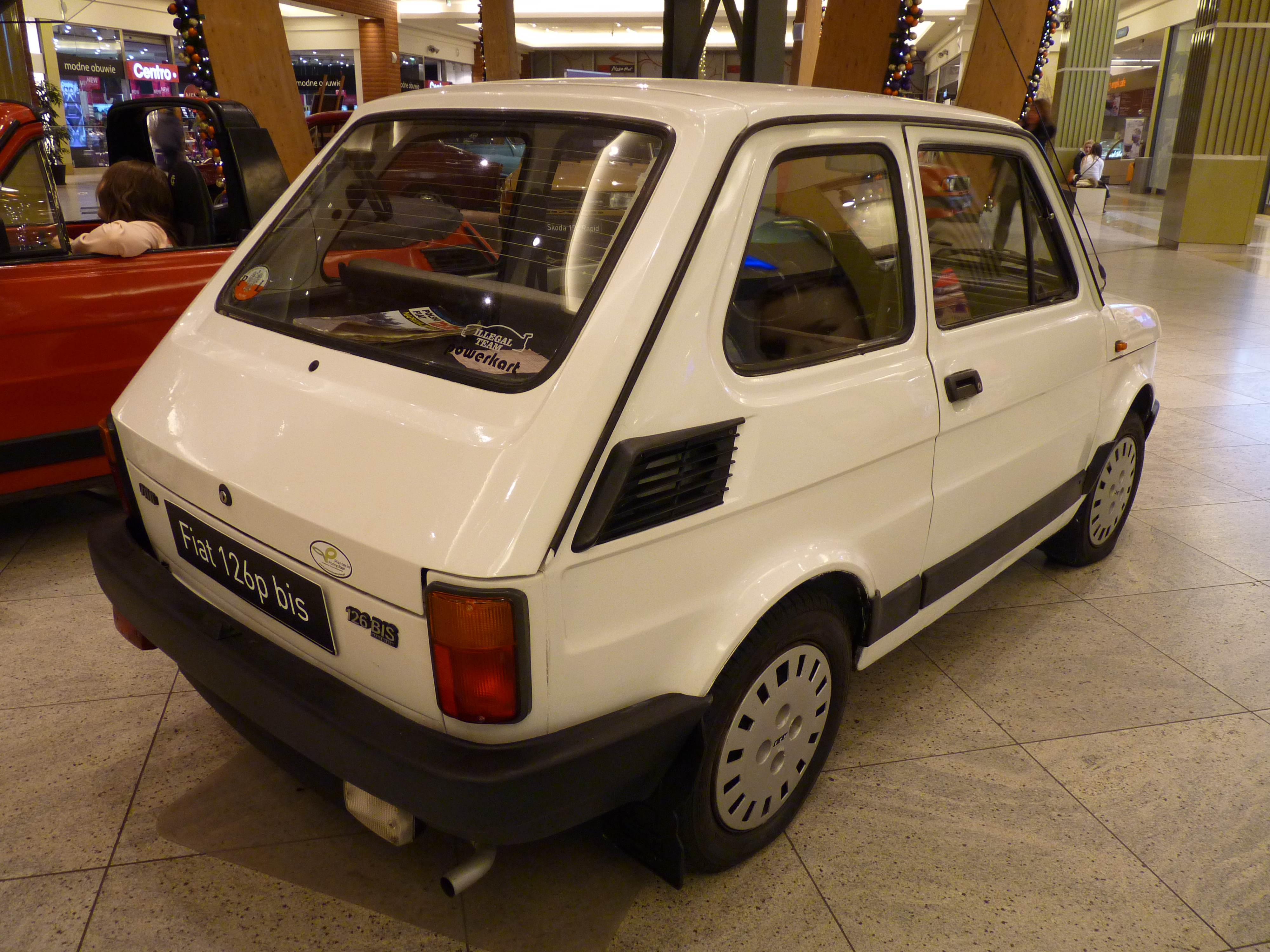
Fiat 126 BIS (1987–1991)
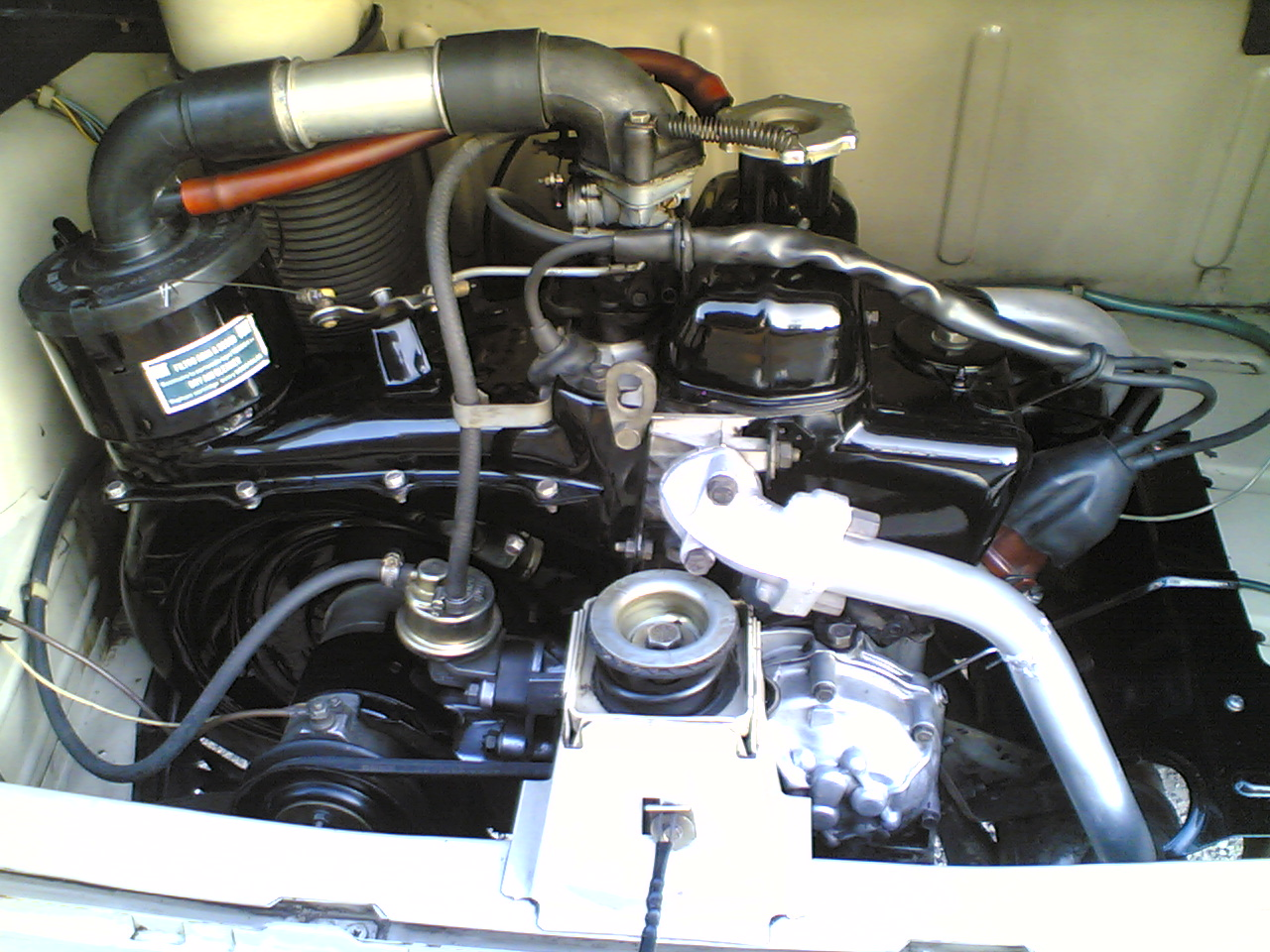
Motor
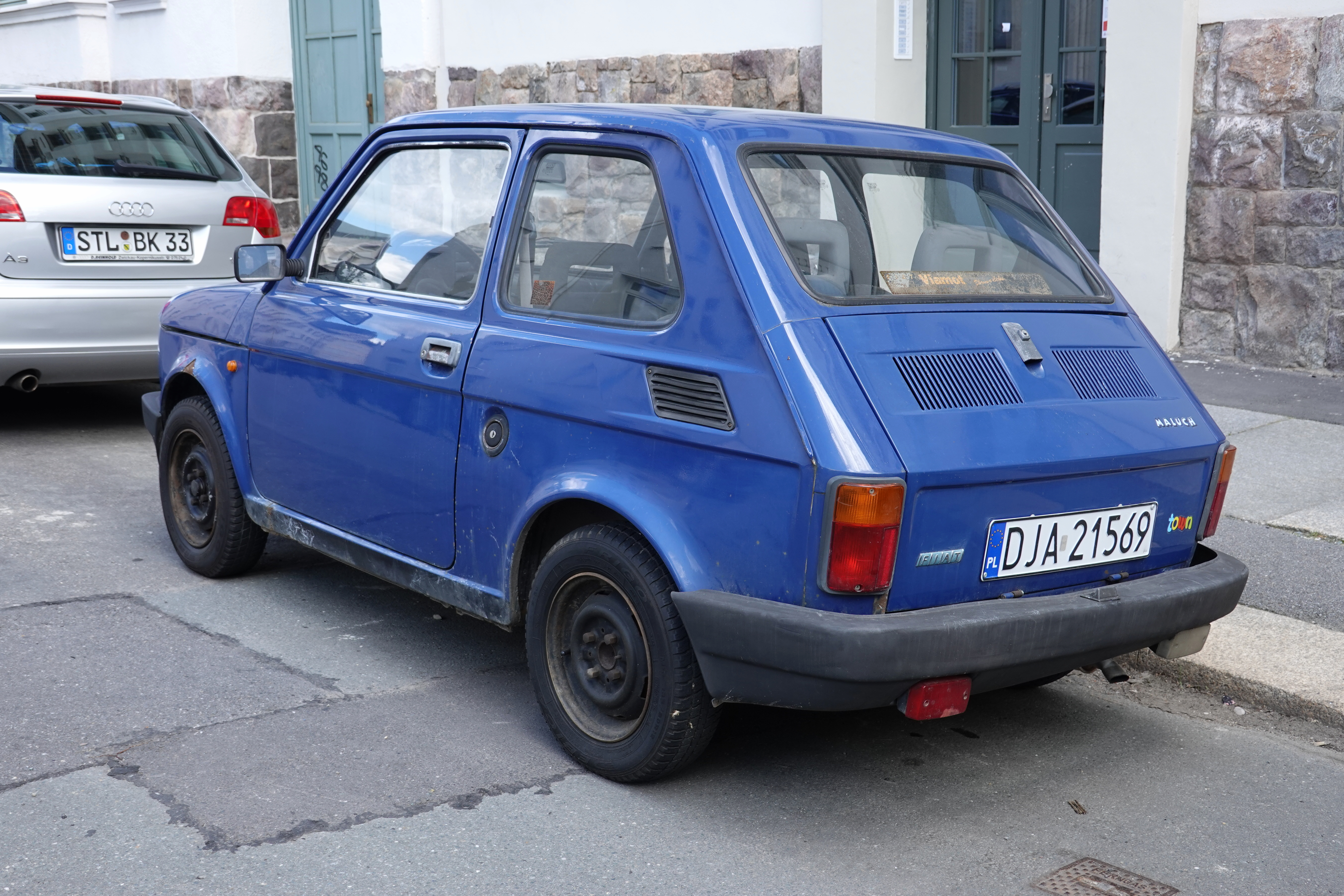
Fiat 126 „Maluch Town“ (letzte Ausführung mit serienmäßigen Kopfstützen, 1998–2000)
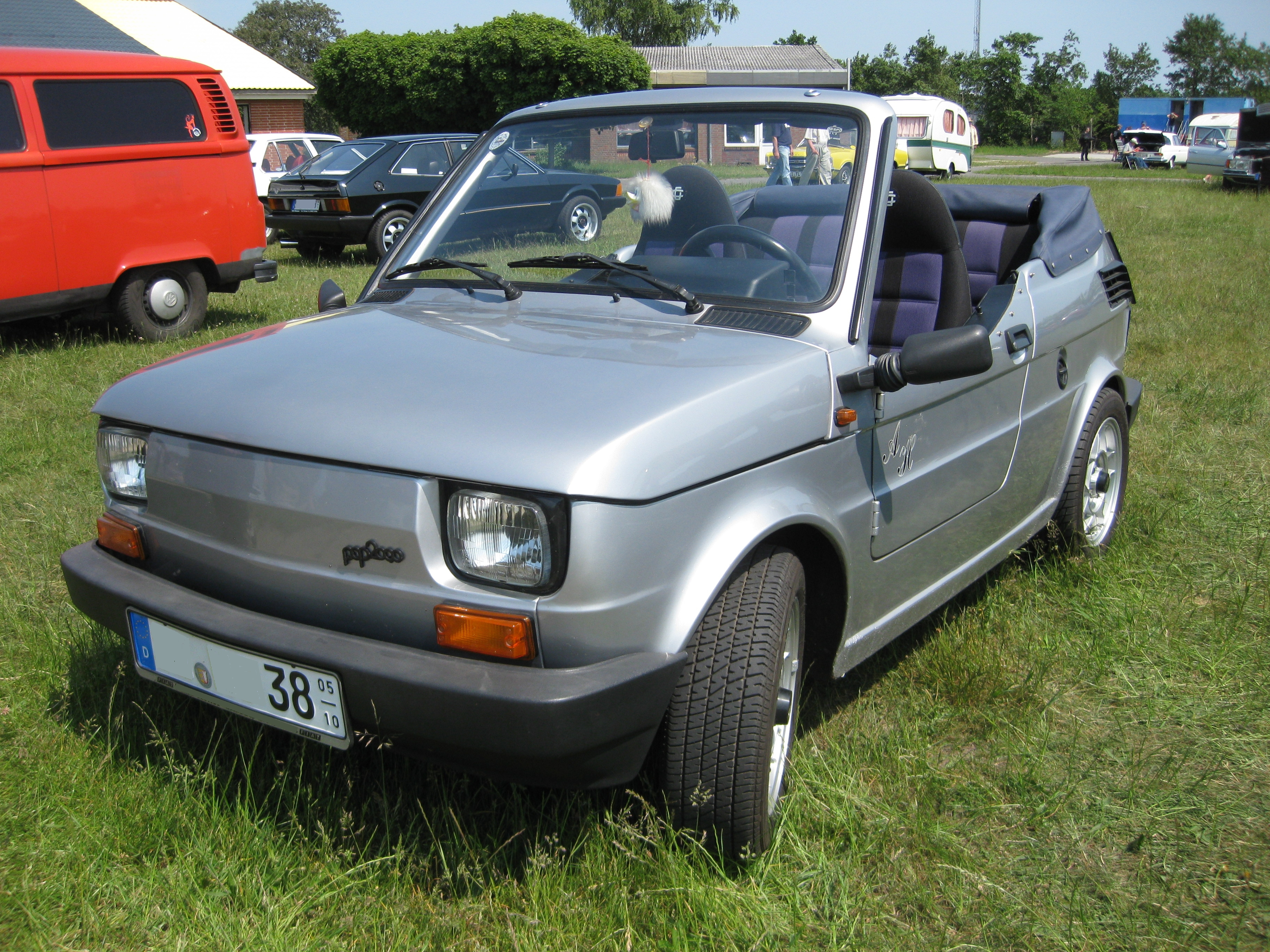
Pop 2000 Cabrio
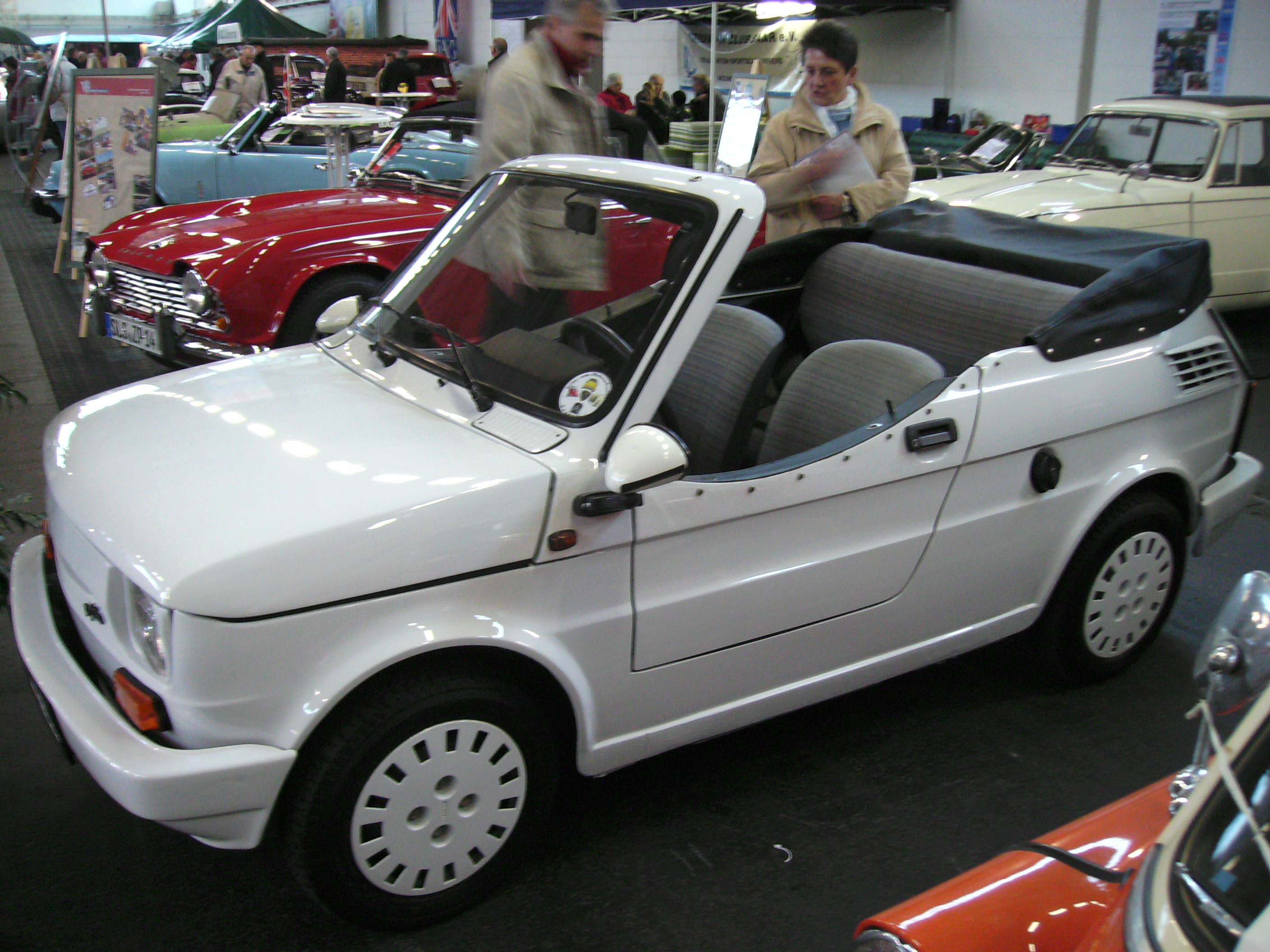
Pop 650 Cabrio

## Produktion bei Steyr-Daimler-Puch
Der österreichische Fahrzeughersteller Steyr-Daimler-Puch kaufte von Fiat Teilesätze ohne Motor, baute seinen eigenen Motor in den 126 ein (wie bereits zuvor beim Fiat 500) und vermarktete das Auto unter der Submarke Steyr-Puch. Es handelte sich um einen Zweizylinder-Boxermotor mit 80 mm Bohrung und 64 mm Hub, also 643 cm³ Hubraum, der maximal 18 kW (25 PS) bei 4800/min leistet. Die Höchstgeschwindigkeit lag bei 117 km/h statt bei 105 km/h. Die Steyr-Daimler-Puch-Modelle weisen eine höhere Leistung und Höchstgeschwindigkeit auf als das Fiat-Original. Wegen geringer Nachfrage wurde die Produktion bereits nach einer kurzen Bauzeit 1974/1975 wieder eingestellt.

## Produktion in Jugoslawien
Ebenfalls einen hohen Verbreitungsgrad hatte der Fiat 126 auf dem jugoslawischen Markt, wo er dem Zastava 600/750/850 nachfolgte und Peglica (serbokroatisch „Bügeleisenchen“) genannt wurde.

## Stückzahlen
Insgesamt wurden etwa 4.673.656 Stück produziert, davon 3.318.674 Fahrzeuge in Polen.
| Hersteller            | Jahr | 1972 bis 1980 | 1973 bis 2000 | 1975 bis 2000 | 1973 bis 1976 | Summe     |
| --------------------- | ---- | ------------- | ------------- | ------------- | ------------- | --------- |
| Fiat Italien          |      | 1.352.912     |               |               |               | 1.352.912 |
| FSO Polen             |      |               | 1.152.325     |               |               | 1.152.325 |
| FSM Polen             |      |               |               | 2.166.349     |               | 2.166.349 |
| Steyr-Puch Österreich |      |               |               |               | 2.070         | 2.070     |
| Summe                 |      |               |               |               |               | 4.673.656 |

## Motorvarianten
- 600 cm³ Hubraum, 17 kW (23 PS – luftgekühlt)
- 652 cm³ Hubraum, 17 kW (23 PS – luftgekühlt – nur für den deutschen Markt (wegen der damaligen Versicherungsklassen um 1 PS gedrosselt))
- 652 cm³ Hubraum, 17,7–20 kW (24–27 PS – luftgekühlt)
- 698 cm³ bzw. 703 cm³ Hubraum, 19 kW (26 PS – wassergekühlt – nur im Modell „BIS“) – dabei handelt es sich jedoch um den baugleichen Motor
- 643 cm³ Hubraum, maximal 18 kW (25 PS – luftgekühlter Boxermotor) – nur die Lizenzbauten von Steyr-Puch